# Catedral de San Pedro (Kansas City)
La Catedral de San Pedro  (en inglés: Cathedral of Saint Peter) es una catedral católica en Kansas City, Kansas, Estados Unidos y es la sede de la arquidiócesis de Kansas City.
El Rev. Bernard Kelly fue nombrado por el Obispo Thomas Lillis de la Diócesis de Leavenworth para organizar la parroquia de San Pedro, el 7 de octubre de 1907. La primera misa de la parroquia se llevó a cabo en la residencia del obispo en Sandusky para 126 personas, el 8 de diciembre de 1907. La recaudación de fondos comenzó y la primera piedra del nuevo edificio fue colocada el 14 de marzo de 1908. La instalación fue dedicada el 7 de septiembre del mismo año. Una rectoría fue construida a partir de 1916-1917. La construcción del edificio de la iglesia actual comenzó en 1925. La primera misa se celebró en el edificio el 1 de agosto de 1927 y se dedicó el 5 de septiembre del mismo año.
El 10 de mayo de 1947, la Sede Ciudad fue trasladado de Leavenworth, Kansas a Kansas City por el Papa Pío XII. El Obispo George Donnelly consagró San Pedro como una catedral en 1948.

## Véase también

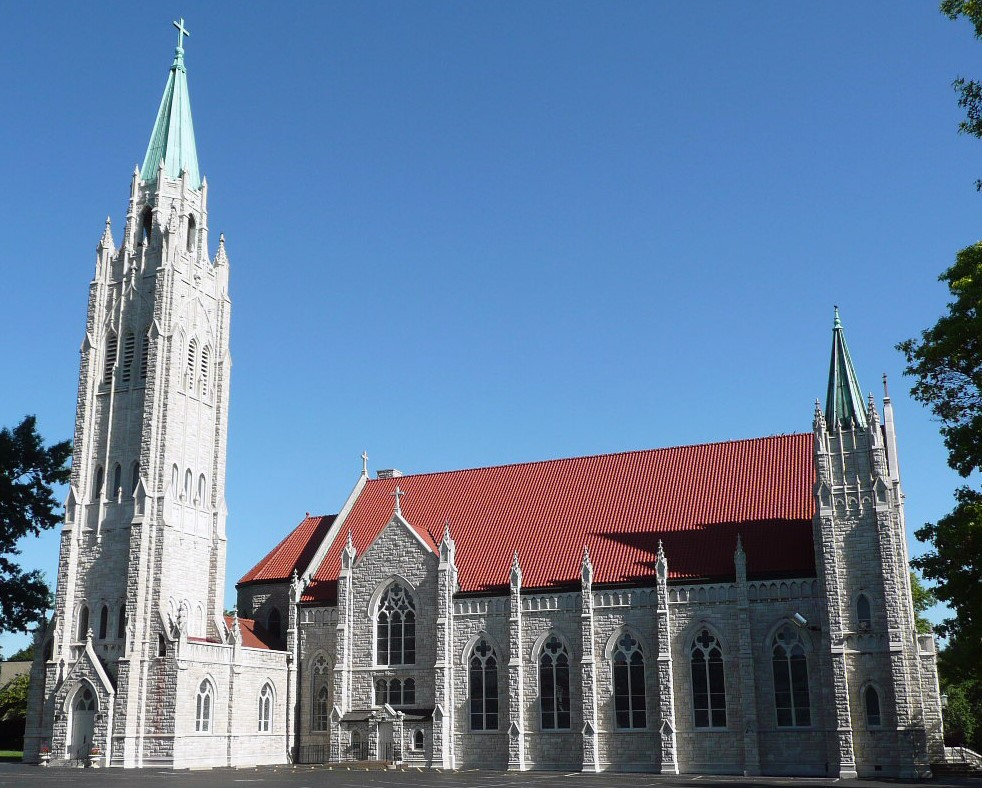
Otra vista del templo